# پرکوپچا
پرکوپچا (به صربی: Prekopeča) یک منطقهٔ مسکونی در صربستان است که در Stanovo واقع شده‌است. پرکوپچا ۱۲۳ نفر جمعیت دارد.